# Buchnera verbenoides
Buchnera verbenoides là loài thực vật có hoa thuộc họ Cỏ chổi. Loài này được Klotzsch mô tả khoa học đầu tiên năm 1861.